# بریانتوون (مریلند)
بریانتوون (به انگلیسی: Bryantown) شهری در ایالت مریلند کشور ایالات متحده آمریکا است که جمعیت آن در سرشماری سال ۲۰۱۰ میلادی، ۶۵۵ نفر بوده‌است.